# Martela
Martela Group är Finlands största tillverkare av möbler för offentliga miljöer.[källa behövs] Företaget grundades 1945.
Martela har fabriker i Nummela, Kides och Reso i Finland, i Bodafors i Sverige och Warszawa i Polen.
Martela är sedan 1986 börsnoterad på Helsingforsbörsen.